# Gabonjin
Gabonjin – wieś w Chorwacji, w żupanii primorsko-gorskiej, w gminie Dobrinj. W 2011 roku liczyła 201 mieszkańców.